# Morze Camotes
Morze Camotes – niewielkie morze w obrębie archipelagu Filipin położone pomiędzy regionami Wschodnie Visayas i Środkowe Visayas.
Znajduje się pomiędzy wyspami: Leyte na północy i wschodzie, Bohol na południu i Cebu na zachodzie. 
Jest połączone z Morzem Visayan na północnym zachodzie i Morzem Mindanao na południu przez Cieśninę Canigao i Cieśninę Cebu. Na Morzu Camotes leżą Wyspy Camotes i wyspa Mactan. Największe miasta w pobliżu to: Ormoc i Baybay w prowincji Leyte oraz Cebu City na wyspie Cebu.